# كفرتاي
كفرتاي هي إحدى القرى اللبنانية من قرى قضاء المتن في محافظة جبل لبنان.

## وصلات خارجيّة
- موقع كفرتيه على الإنترنيت